# Notylia arachnites
Notylia arachnites är en orkidéart som beskrevs av Heinrich Gustav Reichenbach. Notylia arachnites ingår i släktet Notylia och familjen orkidéer.
Artens utbredningsområde är Bolivia. Inga underarter finns listade i Catalogue of Life.